# ニュージーランド・ステートハイウェイ
ニュージーランド·ステートハイウェイ（英語: New Zealand State Highway network）は、ニュージーランドの国道ネットワークのことである。およそ100の路線を所有している。交通量の多いオークランド、ウェリントン、クライストチャーチ周辺では立体化されて高速道路の規格となっている区間があるが、大部分は一般道路である。1号線は北島の北端から南島の南端まで貫通している。